# A Tiger's Tale
A Tiger's Tale  (titulada Un tigre en la almohada en España e Hispanoamérica) es una película estadounidense de comedia y drama del año 1987 protagonizada por Ann-Margret y C. Thomas Howell, escrita y dirigida por Peter Douglas, basada en la novela "Love and Other Natural Disasters" de Allen Hannay III.

## Trama
C. Thomas Howell es un estudiante de último año de secundaria que vive en un pequeño pueblo de Texas y se enamora de la madre de su novia (Ann-Margret); un tigre de Bengala de dos años llamado Valentino y el padre veterinario retirado del héroe (Charles Durning)  Rose Butts es alcohólica, más de dos veces mayor que él, y la madre de su novia, Shirley. Bubber y Rose comienzan una aventura después de que Bubber arregla a Shirley con su amigo, Ransom McKnight.

Bubber y Rose continúan su romance a espaldas de su hija hasta que todo sale a la luz en un autocine. Para vengarse de Bubber y Rose por "portarse mal", Shirley hace un agujero en el diafragma de Rose. Shirley decide vivir con su padre y Bubber se muda con Rose junto con su tigre mascota. El incidente del diafragma resulta en que Rose queda embarazada del bebé de Bubber. La pareja debe decidir si mantener al bebé y continuar su romance de mayo/diciembre o separarse.  A lo largo de la película, terminan en el pequeño pueblo de Fairchilds, Texas, y van a bailar al Salón Fairchild.

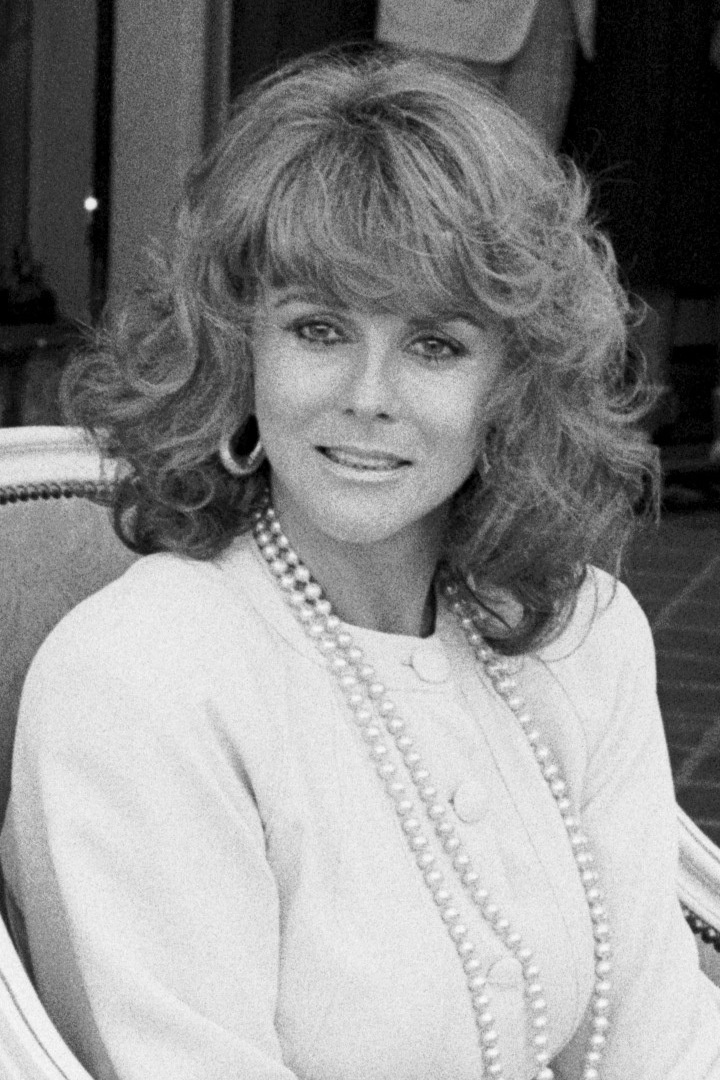
Ann-Margret

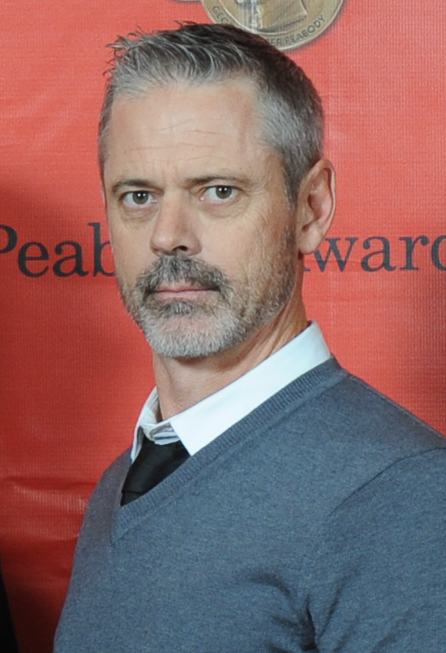
C. Thomas Howell

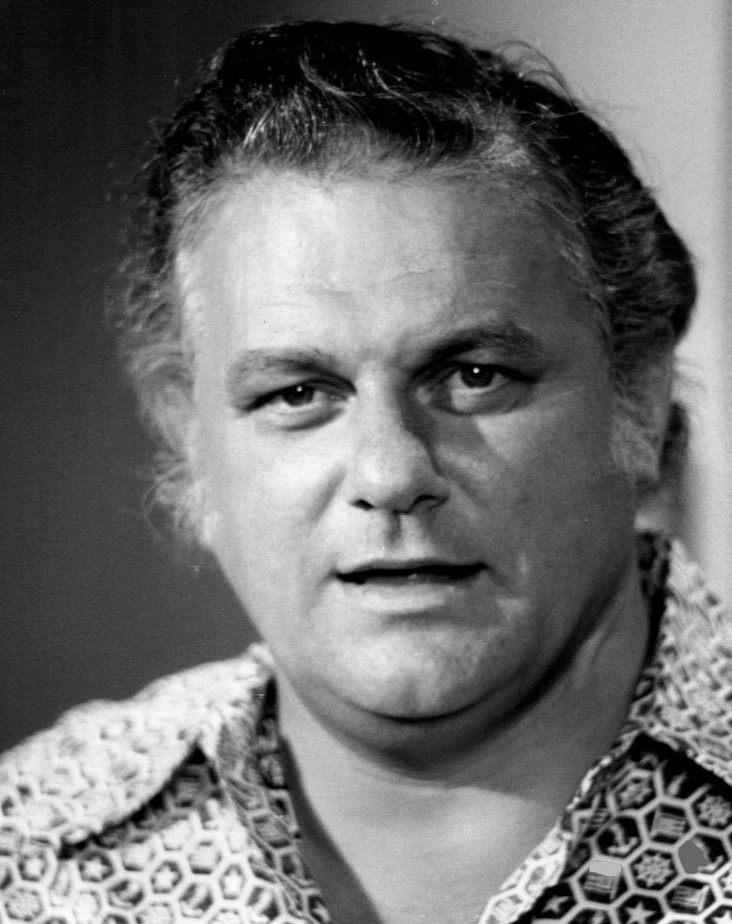
Charles Durning

## Elenco
| Actor                | Rol           |
| -------------------- | ------------- |
| Ann-Margret          | Rose Butts    |
| C. Thomas Howell     | Bubber Drumm  |
| Charles Durning      | Charlie Drumm |
| Kelly Preston        | Shirley Butts |
| Ann Wedgeworth       | Claudine      |
| William Zabka        | Randy         |
| James Noble          | Sinclair      |
| Sean Patrick Flanery | Buddy         |

## Banda sonora
La música sin partitura es de Textones (Carla Olson, Phil Seymour, Joe Read, George Callins, Tom Jr Morgan).
- I Can Hear What You're Thinkin' (Puedo escuchar lo que estás pensando) [3]
  - Interpretada por Tim Goodman
  - Letra por Mark Mueller
  - Música por Lee Holdridge

- Consuelo  (Instrumental)
  - Interpretada por The Juke Jumpers
  - Escrita por Jim Milan

- Ubangi Stomp (Instrumental)
  - Interpretada por The Juke Jumpers
  - Escrita por Charles Underwood

- Cherry Pink and Apple Blossom (White Cereza rosa y flor de manzano)
  - (Cerisier Rose et Pommier Blanc)
  - Música por Louiguy
  - Interpretada por The Juke Jumpers

- Mathilda (Instrumental)
  - Interpretada por The Juke Jumpers
  - Escrita por George Khoury y Huey Thiery

- "Lone Star Saturday Night' (Instrumental)
  - Interpretada por The Juke Jumpers
  - Escrita por Jim Colegrove

- "Last Dance' (Instrumental)
  - Interpretada por The Juke Jumpers
  - Escrita por Jim Milan

- Slip Away (Escápate)
  - Interpretada por John Townsend
  - Escrita por John Townsend y Steven Stewart

- Austin
  - Interpretada por The Textones
  - Escrita por Carla Olson

- Love Has A Mind of It's Own (El amor tiene su propio criterio)
  - Interpretada por Tim Goodman y Gloria Loring
  - Letra por Mark Mueller
  - Música por Lee Holdridge

## Recepción crítica

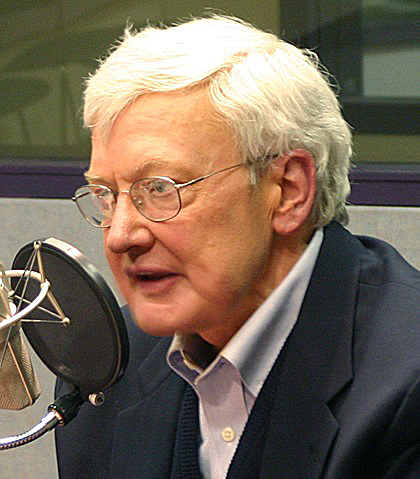
Roger Ebert

Roger Ebert de Chicago Sun-Times le dio a la película 2 de 4 estrellas, aunque le gustaron ciertos aspectos de la película: 
Algunas películas no parecen saber de qué se tratan realmente, y A Tiger's Tale es una de ellas... Lo que sí funciona en la película, sin embargo, es la improbable relación entre Howell y Ann-Margret... La película está lleno de trama, y lo bueno que contiene se pierde en la confusión. - 
Janet Maslin del New York Times: 
A Tiger's Tale, que se estrena hoy en Loews 84th Street Six, se destaca por lo que no tiene: mano dura. El material tiene potencial más que suficiente para volverse dolorosamente tonto, y el mayor logro del Sr. Douglas es asegurarse de que eso no suceda. - 